# Elizabeth (New Jersey)
Elizabeth je město v okrese Union County ve státě New Jersey ve Spojených státech amerických. Sousedí s městem Newark a v Union County je zároveň správním městem. Je čtvrtým největším městem v New Jersey po Newarku, Jersey City a Patersonu. Je zároveň 207. největším městem ve Spojených státech amerických.
K roku 2020 zde žilo 137 298 obyvatel. S celkovou rozlohou 273 km² byla hustota zalidnění 2 160obyvatel na km². Založeno bylo v roce 1857. Původně neslo město název Elizabethtown. Městem protéká řeka Elizabeth.